# Berenty
Berenty est une commune urbaine malgache située dans la partie nord-est de la région d'Atsimo-Andrefana et fameuse pour la réserve de Berenty